# Russula ochroleuca
Espèce
La russule ocre et blanche (Russula ochroleuca) est un champignon basidiomycète de la famille des russulacées.

## Description
- Le Chapeau 3 à 10 cm, convexe puis aplati et légèrement ondulé voire déprimé. Sa surface lisse et brillante est facilement séparable. Son jaune se teinte d'ocre avec l'âge (ochro).
- Les lames et la sporée sont blanches (leuca).
- Le Pied 5 à 9 cm, blanc, parfois renflé à la base.
- La Chair blanche est cassante comme celle de toutes les russules ; son odeur est nulle ou très faible ; sa saveur est âcre faible et inconstante.

## Habitat
Ce champignon est courant sur sol acide ou sableux. On le retrouve indifféremment sous des feuillus comme sous des conifères.

## Comestibilité
Ce champignon non comestible.

## Sources
- Régis Courtecuisse et Bernard Duhem, Guide des champignons de France et d'Europe, Delachaux et Niestlé (1re éd. 1994)